# Бедингфилд, Дэниел
Дэниел Бедингфилд (англ. Daniel Bedingfield; род. 3 декабря 1979, Новая Зеландия) — британский певец и композитор.

## Биография
Дэниел родился 3 декабря 1979 года в Новой Зеландии, его семья переехала в Великобританию, когда он был ещё ребёнком. Его первый хит «Gotta Get Thru This» стал очень популярен среди почитателей гэридж-музыки в Британии, что помогло ему стать хитом № 1 в британском хит-параде синглов в декабре 2001 года. С тех пор у него было ещё два хита № 1 («If You’re Not The One» и «Never Gonna Leave Your Side»), а также три хита в top 10. Его дебютный альбом Gotta Get Thru This достиг 2-го места в хит-параде альбомов Великобритании и был продан тиражом в 3 миллиона копий. Песни «Gotta Get Thru This» и «If You’re Not The One» становятся также большими хитами в США, достигнув 3 и 9 места в American Top 40 и 10 и 15 места в чарте Billboard соответственно. Альбом достигает 41 места в чарте Billboard.
В 2003 году Дэниел принял участие в записи альбома World Service группы Delirious?, он спел на бэк-вокале в песне «Every Little Thing».
В новый год в 2004 году он чуть не погиб в автокатастрофе на его родине, Новой Зеландии. Дэниел получил серьёзные повреждения головы и шеи, от которых оправлялся шесть месяцев.
Вскоре он подписал контракт с лейблом Polydor Records и стал самым успешным их артистом за последние годы. Вместе с признанием критиков он получил награду Brit Awards в 2004 году в категории «Лучший британский исполнитель».
В 2004 году он выпускает второй альбом Second First Impression, который достиг 8-го места в чарте и был продан гораздо меньшим тиражом, чем первый альбом. Первый сингл с альбома, «Nothing Hurts Like Love» достигает 3-го места в чарте, второй, «Wrap My Words Around You» — 12-го. Третий сингл «The Way» не попал даже в top 40 достигнув лишь 41-го места.
В конце 2004 года он вместе со своей сестрой Наташей и другими артистами принял участие в записи переиздания знаменитого рождественского хита «Do They Know It’s Christmas?» группы Band Aid 20, ставшего хитом № 1 на рождественскую неделю.

## Дискография

### Альбомы
- «Gotta Get Thru This» (2002);
- «Second First Impression» (2004).

### Синглы
- «Gotta Get Thru This»;
- «James Dean (I Wanna Know)»;
- «If You're Not The One»;
- «I Can’t Read You»;
- «Never Gonna Leave Your Side»;
- «Friday»;
- «Nothing Hurts Like Love»;
- «Wrap My Words Around You»;
- «The Way».